# Clive Wearing
Clive Wearing (11 maggio 1938) è un musicologo britannico.
A causa di un'encefalite causata dal virus dell'herpes simplex soffre di amnesia anterograda e retrograda.
La sua storia è narrata nei documentari Equinox: Prisoner of Consciousness (1986, con Jonathan Miller) e The Man with the 7 Second Memory (2005, prodotto da ITV). La moglie Deborah ha pubblicato nel 2005 un libro dal titolo Forever Today.